# The Fleetwoods
The Fleetwoods was een Amerikaans muziektrio met ballads uit doowop-stijl. De groep werd in 1958 opgericht in Olympia aan de westkust en was succesvol tot het midden van de jaren zestig, met onder meer twee nummer 1-hits in de Amerikaanse Billboard Top 100.

## Biografie
The Fleetwoods werd als duo opgericht door Gretchen Christopher en Barbara Ellis, toen zij in 1958 op de highschool zaten. De naam van de band was ontleend aan de namen van de telefooncentrales in de districten waar ze woonden: Fleetwood2 en Fleetwood7. Ze vroegen Gary Troxell om zich als trompettist bij hen aan te sluiten. Hij schakelde echter al snel over naar de zang toen hij Christopher en Ellis een eigen compositie had voorgespeeld.
Troxell schreef het nummer Come softly to me waar de twee andere Fleetwoods nog enkele kleine aanpassingen op aanbrachten. Het nummer kwam onder de aandacht van Bob Reisdorff van Dolphin Records (later gewijzigd in Dolton Records) tijdens een van hun optredens in en rond Olympia. Nadat Reisdorff het nummer op de plaat had geperst, bleef het klimmen in  de hitlijsten, met uiteindelijk een nummer 1-positie in de Billboard Top 100 en een nummer 6-notering in het Verenigd Koninkrijk.
Hun tweede single, Graduation's here, werd een middenmoter en hun derde single, Mr. Blue, werd opnieuw een nummer 1-hit. Op de top van hun populariteit, ingaand vanaf het eind van 1959, was Troxell minder beschikbaar voor de groep omdat hij zijn militaire dienstplicht vervulde bij de Amerikaanse marine, waardoor het de groep niet lukte om de hoge regionen van de hitlijsten vast te houden. In deze tijd werd zijn plaats op momenten van zijn afwezigheid opgevuld door Vic Dana die eveneens onder contact stond van Dolton Records en later succesvol werd als solozanger.
Niettemin kenden The Fleetwoods tussen 1959 en 1963 elf singles met een plek tussen de beste 100, waaronder Tragedy met een top 10-notering in de VS en Canada. Vanaf de Britse invasie veranderden echter de muziekvoorkeuren, waardoor de vraag naar de smeuïge ballads uit de doowop steeds meer tanende was. Sinds 1966 kwam de groep nog sporadisch bij elkaar voor reünies en in 1983 stopte Ellis definitief als Fleetwood. In 1990 was er nog wel een optreden van de twee overgebleven Fleetwoods met een andere zangeres, Cheryl Huggins.
Hun muziek werd tijdens hun succesjaren verschillende malen gebruikt als soundtracks voor televisieseries en films, zoals American Graffiti uit 1973. In 1988 werd de groep opgenomen in de Northwest Area Association Hall of Fame. Vervolgens werden ze in 2006 nog opgenomen in de Vocal Group Hall of Fame en de Doo-Wop Hall of Fame of America.

## Discografie

### Singles
Hieronder volgt een overzicht van alle singles die bij Dolton Records verschenen en in de VS en het Verenigd Koninkrijk werden uitgebracht:
- 1959: Come softly to me / I care so much
- 1959: Graduation's here / Oh lord, let it be
- 1959: Mr. Blue / You mean everything to me
- 1960: Outside my window / Magic star
- 1960: Runaround / Truly do
- 1960: The last one to know / Dorminlona
- 1960: Confidential / I love you so
- 1961: Tragedy / Little miss sad one
- 1961: (He's) The great imposter / Poor little girl
- 1961: Billy old buddy / Trouble
- 1962: Lovers by night, strangers by day / They tell me it's summer
- 1963: You should've been there / Sure is lonesome downtown
- 1963: Goodnight my love (pleasant dreams) / Jimmy beware
- 1963: What'll I do / Baby bye-o
- 1964: Lonesome town / Ruby red, baby blue
- 1964: Ten times blues / Ska light, ska bright
- 1964: Mr. Sandman / This is my prayer
- 1964: Before and after (losing you) / Lonely is as lonely does
- 1965: I'm not Jimmy / Come softly to me
- 1965: Rainbow / Just as I need you
- 1965: For lovin' me / This is where I see her

### Albums
Hieronder volgt een overzicht van alle albums die in de VS verschenen:
- 1960: Mr. Blue
- 1960: The Fleetwoods
- 1961: Softly
- 1961: Deep in a dream
- 1961: Best of oldies
- 1962: The Fleetwoods' greatest hits
- 1963: The Fleetwoods sing for lovers by night
- 1964: Goodnight my love
- 1965: Before and after
- 1966: Folk rock
- 1983 Buried treasure
- 1966: In a mellow mood
- 1975: The very best of The Fleetwoods